# Thermochiton
Thermochiton is een monotypischgeslacht van keverslakken uit de familie van de Ischnochitonidae.

## Soort
- Thermochiton undocostatus Saito & Okutani, 1990